# Yes I'm Mister No
Yes I'm Mister No è un album di Graziano Romani ispirato ai personaggi ed alle atmosfere del fumetto Mister No.
Il disco è stato pubblicato nel maggio 2014.
La copertina dell'album è costituita da un disegno inedito, appositamente realizzato da Roberto Diso.
Il fascicolo allegato al disco contiene una versione, per la prima volta a colori, delle ultime pagine di Mister No nr. 379, epilogo della saga di Jerry Drake.
Il brano Soul Traveler è dedicato allo scomparso creatore del personaggio, Sergio Bonelli.
Nel disco compaiono gli ex Rocking Chairs Mel Previte, Franco Borghi, Max Marmiroli.

## Tracce
1. Yes I'm Mister No
2. Amazonas Hotel
3. Esse-Esse
4. Cachaca Girl
5. Body and Soul
6. You Make My Heart Sing Like Sinatra
7. I've Got You Under My Skin
8. Trust Myself
9. Lost Paradise
10. When the Saints Go Marching In (duetto con Carolyne Mas)
11. My Funny Valentine
12. Soul Traveler (to Sergio)
13. Jerry's Farewell

## Formazione
- Graziano Romani - voce, chitarra acustica, chitarra elettrica, flauto traverso, cori, armonica a bocca
- Mel Previte - chitarra elettrica
- Franco Borghi - pianoforte, tastiere, trombone
- Max Marmiroli - sax, percussioni
- Oscar Abelli - batteria, percussioni
- Erik Montanari - chitarra acustica
- Andrea Rovacchi - percussioni
- Gabriele Cavalli - basso
- Michele Smiraglio - basso
- Francesco Micalizzi - batteria